# Əjdər İsmayılov

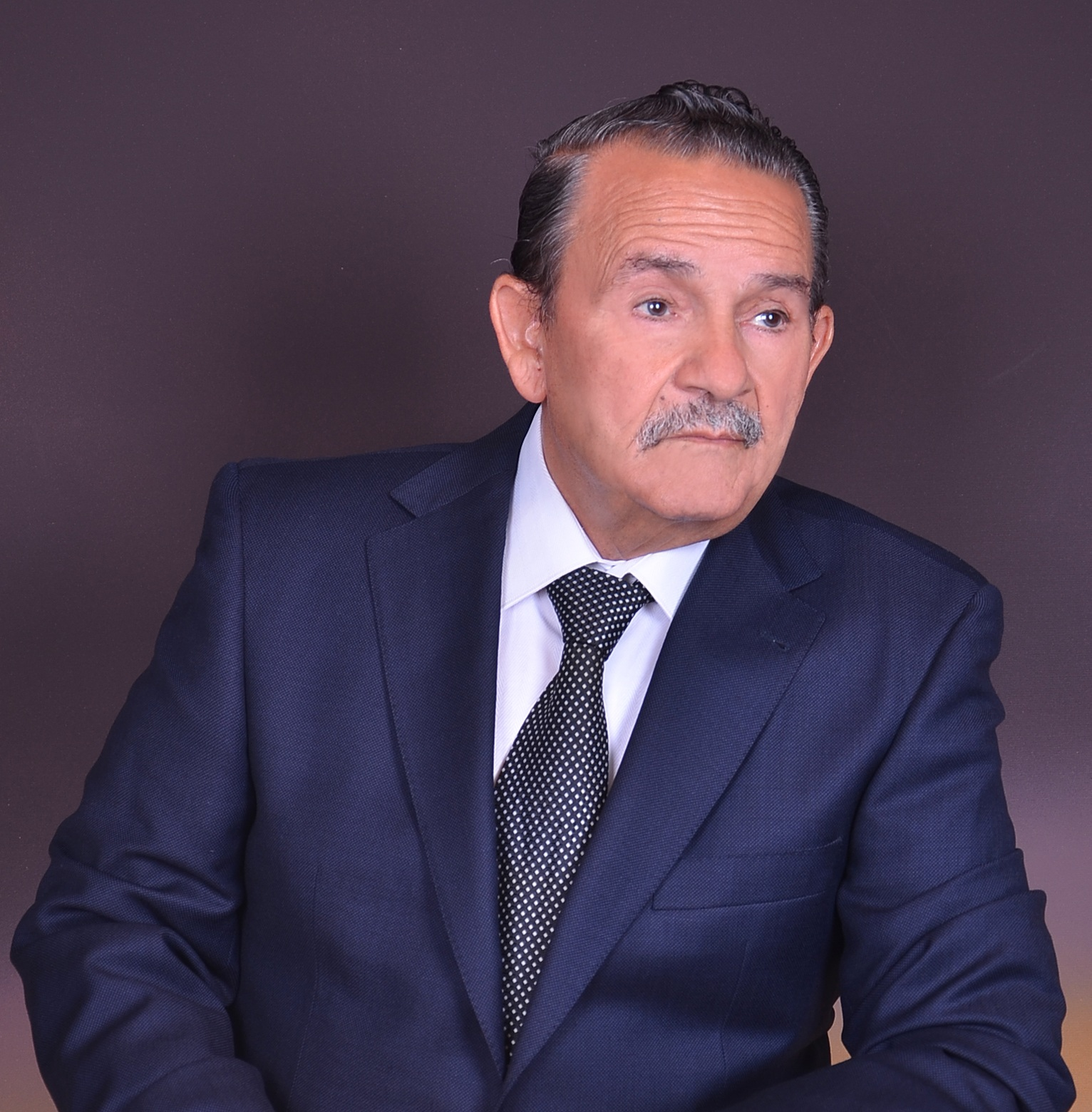
Ajdar Ismayilov, 2014

Əjdər İsmayılov (auch Ajdar Ismayilov, vollständiger Name: Əjdər Tağı oğlu İsmayılov; * 23. April 1938 in Tschomachtur, Aserbaidschanische SSR, Sowjetunion; † vor oder am 14. März 2022) war ein aserbaidschanischer Historiker, Philologe und Politiker der Partei Neues Aserbaidschan.

## Leben
İsmayılov hatte 1961 ein Studium an der Fakultät für Philologie der Staatlichen Universität Aserbaidschan abgeschlossen. Anschließend studierte er von 1963 bis 1965 an der Fakultät für Regie des Theaterinstituts Aserbaidschan, wo er ein Student des Regisseurs Mehdi Mammadov und des Schauspielers Rza Tahmasib war.
Von 1961 bis 1977 war er Lehrer und Direktor der Schule Tschomachtur und Mitarbeiter der Zeitung „Scharg Gapisi“ des Innenministeriums. In der Zeit von 1977 bis 1994 war er der Lektor, Hauptlektor, Dozent und Professor des Lehrstuhls für Literatur der Staatlichen Universität Nachitschewan.

## Tätigkeit

### Pädagogische Tätigkeit
Er hat im Jahre 1961 die Staatliche Universität Aserbaidschan abgeschlossen und mit der pädagogischen Tätigkeit in achtjähriger Schule in seinem Dorf Tschomachtur begonnen.
Mit dem Beginn der pädagogischen Tätigkeit in achtjähriger Schule hat er 1974 bis 1977 aufgrund eigener Initiative die achtjährige Schule in Mittelschulbildung verwandelt sowie für die Errichtung und Ausrüstung verschiedene Leistungen erbracht.
Im Jahre 1977 wurde er durch das Parteikomitee der Region Nachitschewan an das Staatliche Pädagogische Institut Nachitschewan berufen, dort war er Lehrer, Hauptlektor, Dozent und Professor des Lehrstuhls für Literatur (bis 1994).

### Wissenschaftliche Tätigkeit
Im Jahre 1969 war er Dissertant des Literaturinstituts Nizami der Wissenschaftlichen Akademie Aserbaidschan UdSSR. Unter der wissenschaftlichen Betreuung des Vize-Rektors, Dadaschzada Mammad Arif schloss er 1974 die Dissertationsarbeit über das Thema „Historische Dramen von Huseyn Javid“ („Prophet“, „Topal Teymur“, „Sayawusch“, „Chayyam“) erfolgreich ab.
1982 begann er mit der wissenschaftlichen Forschung über das Thema „Schaffen von Huseyn Javid und Demonismustradition in der Weltliteratur“  des wissenschaftlichen Rats des Literaturinstituts Nizami. In diesem Thema wurde gegen Meinungsinhaber bezüglich der Ereignisse der Jahre 1905 bis 1917 um die Entstehung des Aserbaidschanischen Romantizismus in der Literaturwissenschaft, den Beginn des Romantizismus von Huseyn Javid ab Philosophie Zarvan (Avesta), „Tanzimat-Literaztur“ hinsichtlich der philosophisch-ästhetischen Werte, dem Schaffen und Leben dieses Dichters im Demonismuskontext erforscht. Diese Forschungsarbeit wurde als Fortführung des Schaffens Huseyn Javid und der Entwicklungsphasen des Weltromantismus durchgeführt. Ajdar Ismayilov hat die Idee-Philosophie, künstlerisch-mythologische Wurzel des Schaffens Huseyn Javid interpretiert, allgemeine und nationale Züge des Dichters erforscht.

### Gesellschaftlich-politische Tätigkeit
In der ersten Auflage der Zeitung „Scharur Doyuschur“ hatte er im November 1990 die aggressive Politik des Kreml beschrieben und seinen Artikel Truppen des Reichtums an den Grenzen von Nachitschewan veröffentlicht.
Am 21. April 1992 hatte er die Versammlung der Einwohner Scharur wegen der Präsidentenwahlen der Republik Aserbaidschan organisiert und die Kandidatur des Heydar Aliyew vorgeschlagen. Diese Ansammlung war der Beginn des Kampfes der Republik Aserbaidschan für Freiheit. Gemäß dem Beschluss vom 22. April 1992 der Versammlung wurde Nachitschewan alle Art der Unterstützung geleistet und die Gesellschaft „Alinja“ gegründet.
Er ist am 9. Dezember 1992 in der Zeitung „SAS“ der Partei Neues Aserbaidschan unter der Devise „Volk ist Leader unseres Volkes“ aufgetreten.
Am 12. Dezember 1992 gründete Ismayilow Ajdar die Initiativgruppe der Anhänger von Heydar Aliyew. Im Dezember 1992 hatte Ajdar Ismayilov nach einer Einladung von Aktivisten der Volksfrontpartei an einem Treffen in Nachitschewan, Ordubad und Julfa in der Türkei teilgenommen (es handelte sich um Terroristen aus der Nähe der Nationalen Versammlung, die die Vernichtung des Heydar Aliyew beabsichtigten) und arglistige Handlungen gegen Heydar Aliyew verhindert.
İsmayılov hatte eine Bitte von 45 Personen aus dem Dorf Bannanyar des Bezirkes Julja am 7. Februar 1993 Heydar Aliyew übermittelt und mitgeteilt, dass er beim Bedarf die Initiativgruppe „Anhänger Heydar Aliyew“ gründen könnte. Die Volksfrontpartei Julfa erlaubte nicht, dass Mitglieder der Partei Neues Aserbaidschan eine solche Gruppe gegründet hätten.
Weiterhin war er beteiligt an Meetings anlässlich der staatlichen Umwälzung auf dem Platz Azadlyg mit der Teilnahme von tausenden Menschen durch Hinweis vom 5. Oktober 1994 des Präsidenten Heydar Aliyew.

## Werke

### Wissenschaftliche Monographien
- Tradition des Weltromantismus und Huseyn Javid. Baku: Schriftsteller, 1982, 220 S.[5]
- Traditionen von Huseyn Jabid in der aserbaidschanischen  sowjetischen Literatur – methodischer Hinweis – Baku 1990 (Verordnung Nr. 90 vom 3. April 1990 des Bildungsministeriums der Republik Aserbaidschan, Veröffentlichung, S. 55)
- Türkische Stämme im altertümlichen Asien und Kaukasus (Armenier und Grusiner im Territorium von Gafqaz Oguz Albanien), Baku, „Nurlan“, 2008, S. 799 (Veröffentlichung 2006, Veröffentlichung aufgrund des Beschlusses des wissenschaftlichen Rates des Institutes für Geschichte A. A. Bakichanow bei der Nationalen Akademie der Wissenschaften)[6]